# ونتری
ونتری (به لاتین: Vantri) یک روستا در استونی است که در دهستان کارما واقع شده‌است.